# Олд фешен (стакан)

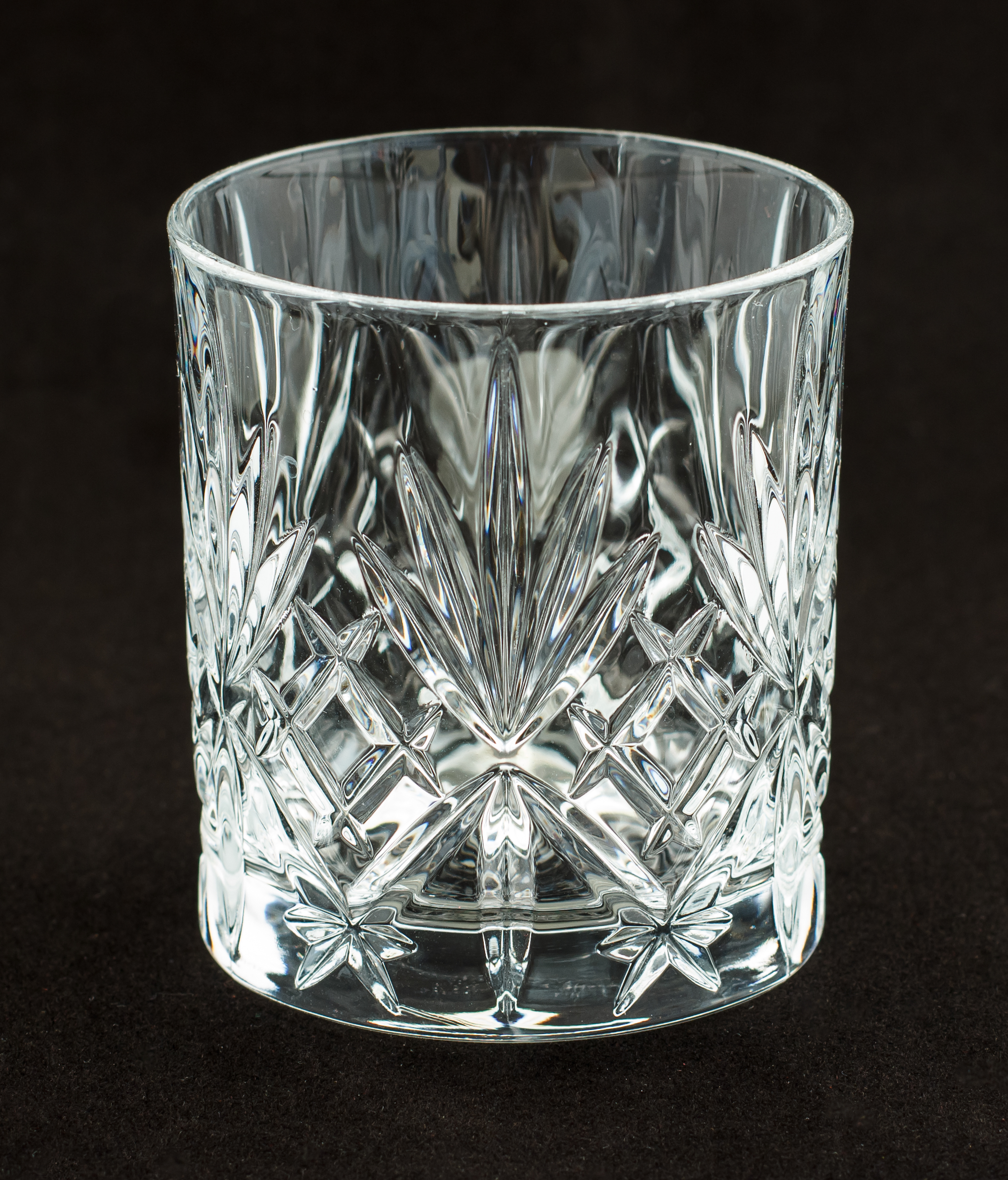
Стакан «Олд фешен»

«Олд фе́шен» (англ. Old Fashioned glass — старомодный или англ. rocks glass — от англ. on the rocks — «со льдом») — представляет собой низкий и широкий стакан с толстым днищем, в который обычно наливали виски со льдом.
Данный тип стакана, в основном, используется для розлива и подачи алкогольных коктейлей, в том числе и одноимённого «Олд фешен». Форма стакана с широкими стенками обусловлена удобством измельчения мадлером твёрдых ингредиентов: изначально в такого рода посуде толкли пищевой лёд с виски, а после введения «Сухого закона» в США стали подавать и охлаждённые алкогольные коктейли, содержащие ароматические элементы.
Стандартный стакан Олд фешен содержит от 180 до 300 мл (или 6 — 10 жидких унций США). Наряду со стандартным встречается разновидность «двойной Олд фешен», которая содержит 350—470 мл (или 12 — 16 унций).